# Brad Hoffman
Brad Lee Hoffman (6 marzo 1953) è un ex cestista statunitense.

## Carriera
In carriera ha giocato negli Athletes in Action, squadra dell'Amateur Athletic Union. Fece parte della nazionale statunitense che partecipò ai Mondiali 1978, chiusi al 5º posto. A livello universitario ha giocato nei Tar Heels di North Carolina.
Dopo il ritiro dall'attività cestistica, ha intrapreso quella imprenditoriale nel settore manifatturiero delle sedie.